# MKE MP5衝鋒槍
MKE MP5衝鋒槍是由土耳其機械和化學工業公司（MKE）所授權生產的HK MP5衝鋒槍。

## 設計
MKE MP5是MKE工廠生產的MP5授權版本，設有A2、A3和K等部分型號可供選擇，也有半自動的民用版本。

## 衍生型

### 軍用型
- MP5A2
- MP5A3
- MP5K
- MP5 MTS A2／A3：MP5SD的獲授權生產品。

### 民用型
- T-94A2
- T-94SD
- T-94K
- AP5
- AP5-M
- AP5-P

## 採用
土耳其本土多個不同部隊均有裝備MKE MP5系列，此外該槍族亦有作出口用途。

## 使用國
- 阿尔巴尼亚
- 白俄羅斯
  - 白羅斯共和國內務部
  - 白羅斯共和國國家安全委員會阿爾法小組
- 芬兰
- - 哈薩克斯坦共和國內務部
  - 哈薩克斯坦共和國國家安全委員會
- 土耳其
  - 土耳其軍隊
  - 土耳其警察
- 乌克兰
  - 烏克蘭內務部
  - 烏克蘭安全局阿爾法小組
  - 國土防衛軍